# جو أندرسون (لاعب كرة قدم)
جو أندرسون (بالإنجليزية: Joe Anderson)‏ (1895 في المملكة المتحدة - 1959) هو لاعب كرة قدم بريطاني (وحمل سابقاً جنسية المملكة المتحدة لبريطانيا العظمى وأيرلندا) في مركز الهجوم. لعب مع نادي بيرنلي ونادي دمبرتون ونادي أردريونيانز وفايل أوف ليفن ‏ ونادي كلايدبانك ‏.